# Soirée d'été sur la plage de Skagen
Soirée d'été sur la plage de Skagen, ou Soirée calme sur la plage de Skagen – en danois Sommeraften på Skagen Sønderstrand – est un tableau réalisé par le peintre danois Peder Severin Krøyer en 1893. Cette huile sur toile représente deux femmes en robes claires discutant, vues de dos, sur le bord d'une plage à Skagen, dans le nord du Jutland. Basée sur une photographie d'Anna Ancher et Marie Krøyer prise par l'artiste l'été précédent, la peinture est considérée comme l'un de ses chefs-d'œuvre. Don de la veuve d'Axel Springer en 1986, elle est conservée au musée de Skagen.

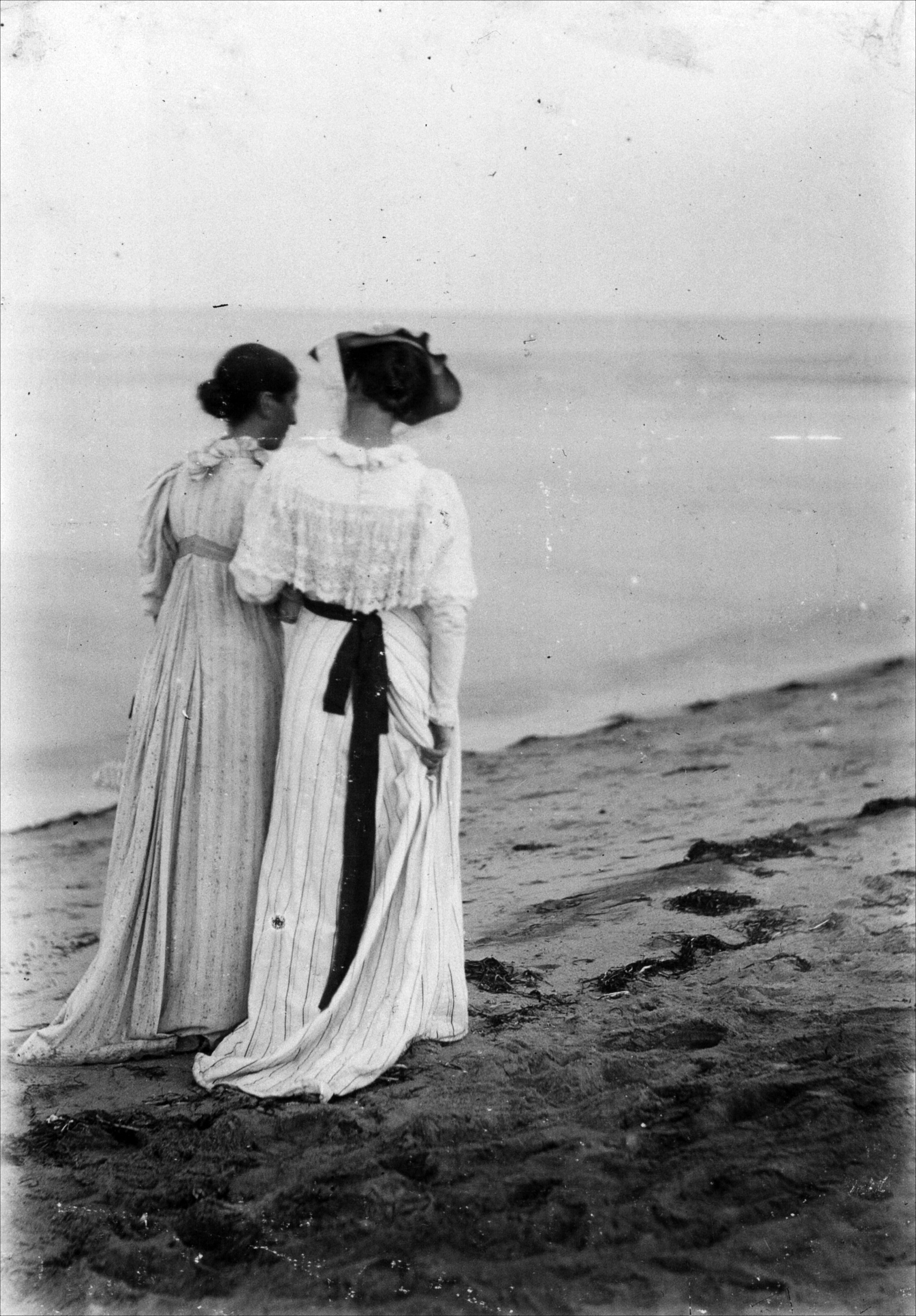
Photographie d'Anna Ancher et Marie Krøyer sur la plage, par Peder Severin Krøyer en 1892.
Soir d'été sur la plage de Skagen – L'artiste et sa femme, par Peder Severin Krøyer en 1899.